# Rougiers
Rougiers (okzitanisch Rotgiers) ist eine französische Gemeinde mit 1.700 Einwohnern (Stand 1. Januar 2022) im Département Var in der Region Provence-Alpes-Côte d’Azur. Sie gehört zum Kanton Brignoles im Arrondissement Brignoles.

## Lage
Das Gemeindegebiet gehört zum Regionalen Naturpark Sainte-Baume.
Nachbargemeinden sind Saint-Maximin-la-Sainte-Baume im Norden, Tourves im Osten, Mazaugues im Süden, Plan-d’Aups-Sainte-Baume im Südwesten und Nans-les-Pins im Westen.

## Bevölkerungsentwicklung
| 1962 | 1968 | 1975 | 1982 | 1990 | 1999 | 2006 | 2017 |
| ---- | ---- | ---- | ---- | ---- | ---- | ---- | ---- |
| 563  | 576  | 504  | 646  | 834  | 1063 | 1313 | 1656 |